# Єва Кессіді
Єва Марі Кессіді (англ. Eva Marie Cassidy; нар. 2 лютого 1963, Вашингтон, США — 2 листопада 1996, Бові, Меріленд, США) — американська співачка, авторка пісень та гітаристка, відома своїми інтерпретаціями у стилях джаз, фолк та блюз, які вона виконувала потужним, емоційним сопрано.
У 1992 році Єва випустила свій дебютний студійний альбом The Other Side — дует із музикантом Чаком Брауном. 1996 року вийшов сольний концертний альбом під назвою Live at Blues Alley.
Попри те, що Єва Кессіді була удостоєна нагороди Вашингтонської музичної асоціації (WAMA), вона була практично невідома за межами рідного Вашингтона (округ Колумбія), аж до своєї смерті.
Через два роки про музику Кессіді дізналася британська аудиторія, коли її версії пісень Fields of Gold та Over the Rainbow виконали Майк Гардінг і Террі Воган на радіо BBC Radio 2. Після приголомшливого відгуку, запис пісні Over the Rainbow, зроблений на Алеї блюзу у Вашингтоні її другом Браяном Маккаллі (Bryan McCulley), був показаний у програмі Top of the Pops 2 на каналі BBC 2. Невдовзі після цього альбом-компіляція Songbird піднявся на вершину британського чарту альбомів — майже через три роки після першого релізу.
Успіх у чартах Великої Британії та Ірландії призвів до зростання популярності Єви в усьому світі. Її посмертно видані записи, зокрема три альбоми та один сингл номер один у Великій Британії, були продані накладом понад десять мільйонів копій. Її музика також увійшла в десятку кращих у чартах Австралії, Німеччини, Норвегії, Швеції та Швейцарії.
Загалом вийшло дев'ять посмертних альбомів. Останній, I Can Only Be Me, створений у співпраці з Лондонським симфонічним оркестром, вийшов у 2023 році і посів 9-те місце в британському хіт-параді альбомів.

## Ранні роки
Народилася 2 лютого 1963 у Вашингтоні. Виросла в місцевості Оксон-Гілл, пізніше в Бові (штат Меріленд). Третя з чотирьох дітей у родині. Батько Єви, Х'ю Кессіді, — вчитель, скульптор, музикант, колишній військовий лікар і світовий чемпіон із паверліфтингу, ірландського і шотландського походження. Її матір, Барбара (уроджена Кратцер) — німкеня з Бад-Кройцнах, займалася рослинництвом.
З раннього дитинства Кессіді виявляла інтерес до мистецтва та музики. Коли їй було дев'ять років, батько почав навчати її гри на гітарі, і вона почала грати і співати на сімейних святах.
У віці 11 років Кессіді почала співати і грати на гітарі у вашингтонському гурті Easy Street, який виступав у різних стилях на весіллях, корпоративних вечірках і в пабах. Через сором'язливість їй було складно виступати перед незнайомими людьми. Під час навчання в середній школі Бові вона співала у місцевому гурті Stonehenge. Улітку 1983 року Кессіді шість днів на тиждень співала і грала на гітарі в тематичному парку Wild World. Її молодший брат Ден, скрипаль, теж був учасником цього гурту. Єва записалася на курси малювання в Громадському коледжі Принца Джорджа, але покинула їх, дійшовши висновку, що вони не приносять користі.
Упродовж 1980-х років Кессіді працювала з кількома іншими гуртами, зокрема з техно-поп-гуртом Characters Without Names. У цей період вона також працювала розповсюджувачем рослин і художницею з розпису меблів. У вільний час вона досліджувала інші види мистецтва, зокрема живопис, скульптуру та дизайн ювелірних виробів.

## Музична кар'єра
У 1986 році шкільний друг Єви, гітарист Девід Лурім (David Lourim) попросив її виконати вокальні партії у його музичному проєкті Method Actor. Так вона опинилася у Black Pond Studios, де познайомилася з інженером звукозапису і басистом Крісом Біондо (Chris Biondo). Той допоміг їй знайти роботу сесійної співачки, а пізніше познайомив її з Елом Дейлом (Al Dale), який став її менеджером. Єва співала на бек-вокалі у різних виконавців, від гурту Experience Unlimited у стилі гоу-гоу ритм-енд-блюз і до репера E-40.
У 1990 році Біондо та Кессіді, які певний час перебували у романтичних стосунках, створили гурт Eva Cassidy Band, до складу якого увійшли Ленні Вільямс, Кіт Граймс та Рейс Маклеод. Вони почали часто виступати у Вашингтоні.
У 1992 році Біондо відтворив запис голосу Кессіді для Чака Брауна, «хрещеного батька гоу-гоу». Результатом став дуетний альбом The Other Side, який містив такі класичні пісні, як Fever, God Bless the Child, а також пісню, яка згодом стала коронною для Кессіді, — Over the Rainbow. Альбом вийшов і розповсюджувався у 1992 році на лейблі Liaison Records, який також випускав гоу-гоу-альбоми Брауна.
Спочатку Браун мав намір записати ще один дует із Кессіді для свого наступного сольного альбому, але ці плани відклалися через постійні переговори Дейла з іншими лейблами про сольний контракт. Небажання Кессіді звузити свій стилістичний фокус до одного жанру завадило їй отримати контракт. Після того як переговори провалилися, вони вирішили записати свій власний дуетний альбом. Як дует вони виступали на Колумбійському фестивалі мистецтв і відкривали концерти таких виконавців, як Ел Грін і The Neville Brothers.
У 1993 році Єва Кессіді була удостоєна нагороди Wammie від Вашингтонської музичної асоціації в категорії «Вокалістка в стилі джаз/традиційна музика». Наступного року її запросили виступити на цьому заході, і вона обрала для виступу пісню Over the Rainbow. У рецензії в газеті «Вошингтон таймс» її виступ назвали приголомшливим (show-stopper). Того вечора вона отримала дві нагороди Wammie, знову за вокал у стилі джаз/традиційна музика, а також за Roots Rock/Traditional R&B.
Того ж року Кессіді підписала угоду з лейблом Blue Note Records, щоб випустити альбом разом із поп-джазовим гуртом Pieces of a Dream і вирушити в турне по країні. Вона виконала дві пісні на переважно інструментальному альбомі. У музичному плані це був неприємний досвід для неї.
Після того, як лейбл Apollo Records збанкрутував і потенційний контракт із ним зірвався, Біондо і Дейл вирішили, що Єва повинна випустити власний концертний альбом. 2—3 січня 1996 року в Blues Alley у Вашингтоні, округ Колумбія, був записаний матеріал для альбому Live at Blues Alley. Через технічний збій у перший вечір запису для використання був придатний тільки запис, зроблений другого вечора. Альбом, який було записано в результаті, містив 12 пісень (набагато пізніше, у 2015 році, вийшов повний набір з 31 пісні, записаної того вечора, — він мав назву Nightbird). Єва була невдоволена тим, як звучав її застуджений голос на тому концерті, і не хотіла випускати альбом. Урешті-решт вона погодилася випустити його за умови, що до релізу буде додана її улюблена пісня Oh, Had I a Golden Thread, і що почнеться робота над наступним студійним альбомом.

Побоювання Єви виявилися безпідставними: місцеві рецензенти та публіка сприйняли альбом позитивно. Газета «Вошингтон пост» опублікувала коментар:
Вона могла співати що завгодно — фолк, блюз, поп, джаз, ритм-енд-блюз, госпел — подаючи музику так, наче тільки вона має значення.
Наступний студійний альбом, над яким вона працювала, вийшов 1997 року, уже після її смерті, під назвою Eva by Heart. В анотації до нього музичний критик Джоел Сігел назвав Кессіді «одним із найяскравіших голосів свого покоління».

## Особисте життя
Кессіді мала стосунки з Крісом Біондо, але вони закінчилися ще до того, як їй діагностували рак.

## Хвороба і смерть
У 1993 році Кессіді видалили злоякісну родимку на спині. Через три роки, під час промо-акції альбому Live at Blues Alley у липні 1996 року, Кессіді відчула біль у стегнах, який вона пояснила скутістю від того, що вона малювала на стінах, сидячи на драбині. Біль не зникав, і рентгенівські промені виявили перелом. Подальші обстеження показали, що його причинив рак, який поширився на її кістки, а також на легені. За оцінками лікарів, їй залишалося жити від трьох до п'яти місяців. Кессіді обрала агресивне лікування, але стан її здоров'я швидко гіршав.
17 вересня 1996 року Єва востаннє виступила на публіці на благодійному концерті в The Bayou, завершивши виступ піснею What a Wonderful World перед аудиторією, що складалася з сім'ї, друзів і шанувальників. Додаткова хімієтерапія виявилася неефективною, і Єва Кессіді померла 2 листопада 1996 року від меланоми в будинку своєї сім'ї в Бові, штат Меріленд, у віці 33 років. Згідно з її бажанням, її тіло було кремоване, а прах розвіяли на березі озера в парку вододілу річки Святої Марії (St. Mary's River Watershed Park), природному заповіднику поблизу міста Каллевей, штат Меріленд.

## Посмертне визнання
Після смерті Єви Кессіді місцева фолк-співачка Грейс Гріффіт представила запис Blues Alley Біллу Строу зі свого лейблу Blix Street Records. Строу звернувся до родини Кессіді з пропозицією скомпонувати новий альбом. 1998 року компіляція треків з трьох виданих записів Кессіді була зібрана на компакт-диску Songbird. Цей диск залишався відносно невідомими упродовж двох років, доки Террі Воган за рекомендацією свого продюсера Пола Волтерса не поставив його в ефірі свого популярного шоу Wake Up to Wogan на BBC Radio 2. Протягом наступних місяців альбом розійшовся накладом понад 100 000 копій. Газета «Нью-Йорк таймс» так описала голос Єви Кессіді: «…шовковий і невимушений сопрано із широким діапазоном, безпомилкове влучення і хист формулювати фрази, іноді приголомшливо красномовно».
Перед Різдвом 2000 року в програмі BBC Top of the Pops 2 транслювалося відеоб на якому Кессіді виконує пісню Over the Rainbow. Завдяки йому Songbird упродовж кількох наступних тижнів неухильно піднімався вгору в британських чартах.

Після того як в ефір вийшла програма Tonight with Trevor McDonald на каналі ITV, присвячена Єві Кессіді, альбом очолив чарт. Відео, яке друг Кессіді зняв на Блюзовій алеї звичайною відеокамерою, тієї ж ночі, коли був записаний альбом, стало найбільш запитуваним серед відео, які коли-небудь показували в програмі Top Of The Pops 2. Алексіс Петрідіс писав у газеті «Ґардіан»:
Співачка, яка померла майже у безвісності, співає про надію і містичний світ поза межами повсякденного життя — у цьому є безперечна емоційна привабливість.
Шанувальниками Єви Кессіді були Пол Маккартні та Ерік Клептон. Джазовий критик Тед Джіоя писав:
Може виникнути спокуса сприймати «сенсацію Кессіді» … як відображення сумного короткого життя співачки, а не як міру її артистизму. Але це помилка: Кессіді була неабияким талантом, і той факт, що вона була невідома під час свого життя, — не менша трагедія, ніж її рання смерть.
Альбом Songbird досяг значного успіху в чартах Європи. У Великій Британії він шість разів ставав платиновим: було продано 1 840 000 копій. На той час альбом був ще відносно невідомим у США, але з часом він став золотим і там.
У травні 2001 року на американському телеканалі ABC у програмі Nightline вийшов короткометражний документальний фільм про Кессіді, який отримав широкий резонанс. Він був знятий кореспондентом Nightline Дейвом Марашем, який був шанувальником музики Єви Кессіді. За вихідні всі п'ять альбомів Кессіді посіли перші місця у списку бестселерів Amazon.com. Відтоді епізод Nightline повторювали трич через його популярність, а продюсер Лерой Сіверс сказав, що «це, ймовірно, найпопулярніший випуск Nightline за всю історію». У грудні 9-хвилинний сегмент на NPR супроводжувався подібним сплеском продажу, причому п'ять із семи перших місць дісталися Кессіді. У Великій Британії ретрансляція програми m Tonight with Trevor McDonald також підвищила продажі.
Після альбому Songbird вийшло ще кілька компакт-дисків з оригінальним матеріалом: Time After Time (2000), Imagine (2002) та American Tune (2003). Кавер на Time After Time увійшов до саундтреку популярного телесеріалу про супергероїв «Таємниці Смолвіля» 2003 року.
Окрім сарафанного радіо та фан-сайтів, велику роль у популярності пісень Кессіді відіграла онлайн-комерція. Це стало очевидно, коли в 2005 році Amazon.com опублікував список 25 найпродаваніших музикантів, у якому Кессіді посіла 5-те місце, поступившись Beatles, U2, Норі Джонс і Даяні Кролл.
У 2008 році вийшов ще один новий альбом, Somewhere. На відміну від попередніх альбомів, які складалися суто з кавер-версій, цей реліз містить дві оригінальні пісні, написані Кессіді у співавторстві. У січні 2011 року вийшов акустичний альбом Simply Eva.

У березні 2023 року вийшов альбом I Can Only Be Me, у якому використовувалися нові аранжування Лондонського симфонічного оркестру. Альбом дебютував на 9-му місці в офіційному чарті Великої Британії. В інтерв'ю газеті «Індепендент» колишній колега Кессіді по групі та аранжувальник Кріс Біондо поділився:
Єва мріяла про те, що коли-небудь її підтримає цілий оркестр [...] У музичному плані це було найкраще для неї.
Щоб виокремити голос Кессіді з оригінальних записів, біла використана технологія реставрації звуку, яку розробив режисер Пітер Джексон, а оркестровки були створені у 2021 році.

## Неофіційні релізи
У 2000 році  під назвою No Boundaries вийшла колекція раніше невиданих студійних записів, зроблених з 1987 по 1991 рік. Цей реліз не був схвалений родиною Кессіді і вийшов під іншим лейблом. В огляді альбому на AllMusic зазначалося, що «Єва Кессіді — настільки обдарована вокалістка, що вона може працювати навіть із поганим матеріалом».
У 2002 році альбом Method Actor 1988 року, що видала однойменна група, у якій брала участь Єва Кессіді, перевидав гітарист і продюсер гурту Девід Лурім (David Lourim) з ім'ям Кессіді на обкладинці. Сім'я Кессіді та лейбл Blix Street Records подали позов проти Луріма, стверджуючи, що ім'я Кессіді було використано в оманливий спосіб і що ексклюзивні права на її записи має Blix Street. Лурім мав письмовий дозвіл Кессіді на випуск альбому, і врешті-решт обкладинку було змінено, щоб він виглядав як оригінальний LP-альбом, а на вже видані копії була наклеєна наліпка, яка вказувала, що це не сольні альбоми Єви Кессіді.
Існує бутлег під назвою Live at Pearl's. Цей запис був здійснений у 1994 році в ресторані Pearl's в Аннаполісі, штат Меріленд. Копії цього запису розповсюджувалися серед друзів і родичів після смерті Єви. Деякі з вміщених на ньому пісень увійшли також до альбомів Imagine та American Tune.
Ще один запис початку 1990-х, за участю Міка Флітвуда на барабанах, був зроблений у його ресторані (який називався Fleetwood's) в Александрії, штат Вірджинія, і перебував у володінні письменниці й музикантки Нікі Лі (Niki Lee), яка  в 1988—1996 роках була дружиною піаніста Ленні Вільямса (Lenny Williams). Лі знайшла його у своєму гаражі й намагалася продати його на eBay у 2008 році за 250 000 фунтів стерлінгів (приблю 491 249 доларів США на той момент; прибл. 659 650 доларів США за курсом 2022 року). Вона стверджує, що неправильно перевела долари у фунти, і шанувальники Кессіді розкритикували її за цю помилку.
Щоб відзначити 20-ту річницю концерту Blues Alley, у листопаді 2015 року лейбл Blix Street Records випустив 32-трековий подвійний CD-альбом Nightbird. Він містить повні записи концерту Blues Alley, а також вісім раніше не виданих пісень, записаних у ніч проти 3 січня 1996 року. Європейська версія CD-комплекту містить також DVD з 12 відеозаписами з концерту Blues Alley. Крім того, альбом Nightbird вийшов у вигляді чотирьох LP на вінілі в усьому світі.

## Спадщина
У 2001 році у Великій Британії вийшла книга «Співуча пташка. Єва Кессіді: її історія вустами тих, хто її знав» (Songbird: Eva Cassidy: Her Story By Those Who Knew Her) — книга про життя і творчість Єви Кессіді, заснована на інтерв'ю з близькими родичами та соратниками. Американська версія цього видання, опублікована видавництвом Gotham Books, вийшла наприкінці 2003 року; вона містить два додаткові розділи про успіхи Єви у США. Історія її життя також була подана у вигляді мюзиклу, а також як бродвейська п'єса для збору коштів на боротьбу з раком.
Кілька режисерів пропонували фільми, засновані на житті Єви Кессіді, і тією чи іншою мірою працювали з її родиною, але на сьогодні ці проєкти не просунулися далі ранніх стадій розробки. Наприкінці 2007 року компанія AIR Productions придбала права на виробництво фільму, заснованого на житті Кессіді. Його продюсерами стали Емі Редфорд (дочка актора і режисера Роберта Редфорда), Ірвін Шапіро і Рік Сінгер. В інтерв'ю роком раніше батьки Кессіді запропонували Кірстен Данст або Емілі Вотсон як актрис, які могли б зіграти роль Єви. Однак станом на 2023 рік фільм так і не був створений.

## Дискографія

### Студійні альбоми
- The Other Side[en] (із Чаком Брауном) (1992)
- Live at Blues Alley (1996)
- Eva by Heart[en] (1997)
- Songbird[en] (збірка, 1998; перевидана у 2018 році під назвою Songbird 20)
- Time After Time[en] (2000)
- Imagine[en] (2002)
- American Tune[en] (2004)
- Somewhere[en] (2008)
- Simply Eva[en] (2011)
- Acoustic (2021)
- I Can Only Be Me[en] (2023)

### Концертні альбоми
- Live at Blues Alley[en]
- Nightbird[en] (2015)

### Компіляції
- Wonderful World[en] (збірка, 2004)
- The Best of Eva Cassidy[en] (збірка, 2012)